# Autostrada A22

Trazado de la A22

La Autostrada A22 (o Autostrada del Brennero, a menudo abreviada en Autobrennero) es uno de los ejes principales de la red de autopistas italianas ya que interconecta la llanura padana y la Autostrada del Sole con Austria y Alemania. 
Con un recorrido total de 313 km, la autopista comienza en Módena y recorre la llanura en dirección norte, pasando por Carpi y Mantua. En Verona enlaza con la Autostrada A4 y se introduce en el valle del Adigio paralela al Lago de Garda, pasando por Rovereto y Trento para después llegar a Bolzano. De ahí discurre por el Valle del Isarco sobrepasando Bressanone y Vipiteno hasta llegar al paso del Brennero. A partir de ahí comienza la Brennerautobahn austríaca.
Como es evidente, se trata de una autopista de particular importancia por sus enlaces entre el sur y el norte de Europa, construida sobre un recorrido específicamente estudiado para salvar uno de los pasos alpinos más bajos, el del Brennero, situado a solo 1.375 m de altitud.

## Historia
Ya en 1950, durante una convención sobre tráfico celebrada en Ginebra fue trazada una ruta, identificada con la sigla E56, que unía la península escandinava con la parte más meridional de Italia, de la que formaba parte el recorrido actual de la Autobrennero.
El paso siguiente en la realización del proyecto fue el 20 de febrero de 1959 cuando se fundó la Autostrada del Brennero SpA que, dos años después, consiguió la concesión de la autopista (tal empresa es la que opera esta infraestructura). En 1963, se aprobó el trazado definitivo del recorrido y, gracias también a financiaciones internacionales, se inician los procesos de construcción. El 21 de diciembre de 1968 se abre al público el primer tramo, entre Bolzano y Trento. 
Después de la apertura gradual de otros tramos, la autopista se puede considerar definitivamente concluida el 11 de abril de 1974, con la inauguración del tramo que resultó más complicado desde el punto de vista de las obras de ingeniería, el que se sitúa entre Chiusa y Bolzano. En conjunto, se abrieron 21 estaciones de entrada y salida y 12 estaciones de servicio.

## Volumen de tráfico
Estudios estadísticos han calculado que esta autopista registra un tráfico de entre 30 y 40 mil vehículos al día (de los que alrededor de 1/4 son vehículos pesados) con puntas más elevadas coincidiendo con los traslados de las vacaciones; esta gran densidad de tráfico causa a menudo retenciones en la circulación, que también se deben a que esta autopista solo dispone de dos carriles por cada sentido. Para subsanar estos problemas, se está promoviendo e intencivando el uso, en lo que respecta a los vehículos pesados, del transporte intermodal.